# Jean Beetz
Pour les articles homonymes, voir Beetz.
Jean Beetz (27 mars 1927 - 30 septembre 1991) est un professeur, avocat et juge québécois.

## Biographie
Il a été diplômé en droit de l’université de Montréal et boursier Rhodes à l’université d'Oxford.
Il est devenu professeur à la Faculté de droit de l’université de Montréal en 1953. Il y enseignera le droit pendant 20 ans et occupera le poste de doyen de 1968 à 1970.
De 1965 à 1966, il participe à la Commission Carrothers chargé d'étudier l'avenir politique des Territoires du Nord-Ouest.
Il a été le conseiller spécial du premier ministre du Canada, Pierre Elliott Trudeau, en matière de questions constitutionnelles.
En 1973, il est nommé juge à la Cour d'appel du Québec puis, l’année suivante, juge de la Cour suprême du Canada.
Il est le petit-fils de Johan Beetz (1874–1949), naturaliste belge et pionnier de l'élevage des animaux à fourrure au Canada.

## Distinctions
- 1973 : Membre de la Société royale du Canada
- 1977 : Doctorat honoris causa de l’université de Montréal
- 1989 :  Compagnon de l'Ordre du Canada